# Уст-Иљимск
Уст-Иљимск (рус. Усть-Илимск) град је у Русији у Иркутској области. Према попису становништва из 2010. у граду је живело 86.591 становника.

## Становништво
Према прелиминарним подацима са пописа, у граду је 2010. живело 86.591 становника, 14.001 (13,92%) мање него 2002.
| 1959. | 1970.  | 1979.  | 1989.   | 2002.   | 2010.  |
| ----- | ------ | ------ | ------- | ------- | ------ |
| 500   | 21.258 | 68.641 | 109.280 | 100.592 | 86.610 |